# Rat Race
Rat Race (no Brasil, Tá Todo Mundo Louco! - Uma Corrida por Milhõe$; em Portugal, Está Tudo Louco!) é um filme de comédia maluca e road movie estadunidense de 2001,  dirigido e produzido por Jerry Zucker, e escrito por Andy Breckman. O filme é estrelado por Rowan Atkinson, Whoopi Goldberg, Cuba Gooding Jr., Jon Lovitz, Breckin Meyer, Amy Smart, Seth Green e John Cleese, enquanto Lanei Chapman,  Vince Vieluf, Kathy Najimy, Dave Thomas desempenham os demais papéis principais.
O filme é inspirado na trama dos filmes It's a Mad, Mad, Mad, Mad World (1963) e Scavenger Hunt (1979); a história gira em torno de seis "equipes" de pessoas que recebem a tarefa de percorrer cerca de 900 quilômetros de um cassino de Las Vegas até uma estação de trem na pequena cidade de Silver City, Novo México, onde está guardado em um armário uma mochila com o montante de 2 milhões de dólares; a primeira pessoa a chegar até o local e abrir o armário ganha todo o dinheiro.
O filme foi produzido pela Fireworks Pictures, Alphaville Films e pela Zucker Productions, sendo distribuída pela Paramount Pictures nos Estados Unidos com lançamento em 17 de agosto de 2001 naquele país; no Brasil, o longa foi distribuído pela Europa Filmes, sendo lançado somente em janeiro do ano seguinte. Embora tenha recebido críticas mistas, Rat Race conseguiu se tornar um sucesso de bilheteria, conquistando um grupo de fãs e tornando-se um filme cult.

## Enredo
Donald Sinclair, o excêntrico dono do hotel-cassino The Venetian Resort localizado em Las Vegas, resolve criar um novo jogo para entreter os grandes apostadores que visitam o local. Seis fichas douradas são colocadas em algumas das máquinas caça-níqueis do cassino e os ganhadores delas são informados de que 2 milhões de dólares em espécie estão escondidos em uma bolsa dentro um armário de uma estação de trem localizada em Silver City, Novo México, a cerca de 563 milhas (900 quilômetros no Brasil) a sudeste de Vegas. Para cada "equipe" ou dupla de participantes é dada uma chave para abrir o tal armário da estação e estes são ordenados a correrem rumo à estação de trem para iniciarem a corrida pelo dinheiro. Sem o conhecimento dos concorrentes, os patronos ricos de Sinclair estão apostando em quem vencerá. Os apostadores passam a fazer pequenas apostas durante todo o filme, a qual envolvem, na maioria delas, o assistente de Sinclair, Harold Grisham.
Dentre os participantes da corrida maluca estão os irmãos trapaceiros Duane e Blaine Cody, a empresária Merrill Jennings e sua mãe recém descoberta Vera, o odiado juiz de futebol americano Owen Templeton, o oportunista Randy Pear e sua família em férias, o turista italiano Enrico Pollini e o sarcástico advogado Nick Schaffer.
Incapazes de embarcarem no primeiro voo rumo à Albuquerque devido este estar lotado, os irmãos Duane e Blaine conseguem destruir o radar do aeroporto com seu Ford Bronco, impossibilitando que os outros participantes da corrida consigam voar rumo ao Novo México. No entanto seu veículo é destruído durante a sabotagem, então eles roubam outro. Durante a viagem, os irmãos decidem se separar e fazem uma cópia da chave em um chaveiro no caminho para dobrarem suas chances de ganhar. Todavia, o dono do chaveiro onde eles param na estrada ouve o plano da dupla e parte com a chave original em um balão de ar quente. Duane e Blaine alcançam-no, deixando o copiador e uma vaca leiteira de um pasto pendurada na corda da âncora do balão. Os irmãos depois roubam um monster truck de uma apresentação e continuam em direção a Silver City.
Merrill e Vera batem o carro depois de receber instruções maliciosas de uma vendedora de esquilos. Elas roubam um carro-foguete que estava a ser testado em uma área desértica próxima de onde estavam; o potente veículo atinge a velocidade da luz, percorrendo diversos quilômetros até finalmente parar por falta de de combustível. As mulheres acabam por parar vertiginosamente próximo de um grupo de pacientes mentais que estão à passeio num ônibus e, eventualmente, se dirigem para Silver City com eles, embora sejam confundidas como loucas.
Após ser abandonado no deserto por um taxista enfurecido, Owen rouba um ônibus, após enganar o motorista deste, que levava muitos cosplayers da atriz Lucille Ball para a uma convenção da série I Love Lucy. Chegando próximo de Silver City, o ônibus bate na vaca que estava pendurada no supracitado balão de ar quente com o copiador de chaves e, por acidente, sai da estrada parando no acostamento com um pneu furado. Owen tenta trocá-lo, mas as desastradas passageiras do ônibus acabam rolando o estepe para bem longe estrada abaixo; Owen tem um ataque de fúria e revela que ele não é motorista do ônibus e conta às fãs que roubou o veículo. Ele se vê forçado a fugir a pé das fãs de Lucille Ball, pois essas ficam furiosas com a revelação e decidem atacá-lo. Owen, posteriormente, consegue se esconder delas e monta num cavalo roubado de uma fazenda para finalmente chegar a Silver City.
Randy Pear engana sua família para acompanhá-lo na corrida, afirmando que é uma viagem de negócios. A família visita por engano um museu dedicado ao nazista Klaus Barbie, acreditano ser o museu da boneca Barbie. Depois que os irmãos Cody eventualmente vandalizam seu veículo, a família rouba um carro de Adolf Hitler exposto no lado de fora do museu nazista para continuar a viagem. Randy se recusa a realizar qualquer parada durante a viagem para ganhar tempo e pegar o famigerado dinheiro. No entanto, após finalmente pararem em uma lanchonete, Randy decide contar para sua esposa e seus filhos sobre os 2 milhões de dólares, mas eles não acreditam na história. Randy decide então pagar um sorvete para cada um da família com remédios tranquilizantes para adormecê-los e seguir atrás do dinheiro, no entanto, o ganancioso pai de família se vê obrigado a pegar carona em um caminhão com toda a sua família adormecida rumo à Silver City, pois o carro de Hitler é destruído por um bando de motoqueiras enfurecidas.
Nick inicialmente decide não participar da corrida até conhecer a bela Tracy Faucet, que é piloto. Esta lhes concede uma carona até Silver City em seu helicóptero. Todavia, a viagem torna-se um grande empecilho, uma vez que a bela moça decide parar em uma pequena cidade para ver seu namorado, que por sua vez está a traindo com outra mulher em sua piscina. Vendo os dois a vontade de dentro do helicóptero, Tracy causa danos em sua caminhonete pick-up jogando diversos objetos em cima dela como uma lata de tinta e um extintor de incêndio. O namorado de Tracy foge utilizando a caminhonete e Tracy o persegue em seu helicóptero até cercá-lo em uma estrada de terra, forçando um acidente com a pick-up que bate de frente com uma árvore. Tracy e Nick decidem fugir da polícia utilizando a caminhonete e expulsam o agora ex-namorado de Tracy de dentro dela. Após isso, Nick conta a Tracy sobre o prêmio de 2 milhões de dólares e decidem dividir o prêmio meio a meio caso eles cheguem primeiro, ao mesmo tempo em que os dois iniciam um romance.
O narcoléptico Enrico é o mais empolgado com a realização da corrida dentre os participantes, mas este adormece em pé no saguão do cassino no início da corrida e só acorda horas depois. Ele recebe uma carona de um motorista de ambulância, Zack, que está levando apressadamente um coração para transplante rumo à El Paso, Texas. Após tirarem o coração da caixa de isopor para darem uma olhada, Enrico acaba por jogar acidentalmente o órgão para fora do carro e a dupla para no acostamento da estrada para procurá-lo; eles acham o coração com um cachorro e após deduzirem que ele não pode mais ser transplantado devido as marcas de mordida do animal, Zack pensa em matar Enrico para arrancar seu coração e levá-lo para o transplante, mas ele escapa saltando em um trem em movimento e rumando em direção à Silver City. Aos prantos, Zack inadvertidamente toca em uma cerca elétrica e o coração, que estava em sua mão, começa a bater saudavelmente; fazendo com que o motorista da ambulância recupere sua esperança e siga sua viagem a El Paso.
Após suas desventuras, todos os personagens chegam ao mesmo tempo em Silver City e se enfrentam para abrirem o armário, mas ao fazê-lo descobrem que a mochila com o dinheiro não está lá, pois fora roubada por Grisham, e por uma garota de programa que Donald Sinclair havia contratado em um determinado momento do filme para realizar uma de suas apostas. Do lado de fora, os personagens descobrem Grisham e a prostituta fugindo com dinheiro. Os dois perdem o montante quando o balão de ar que levava o chaveiro e a vaca leiteira aparecem novamente e a bolsa é içada pelo balão, soltando o animal e o chaveiro no carro onde Grisham e a prostituta estavam fugindo. Devido a confusão, o grupo perde o controle do veículo e se envolve em um acidente, enquanto o dinheiro é levado longe pelo balão, que é perseguido arduamente pelos outros personagens que utilizam um ônibus turístico panorâmico para correrem atrás do dinheiro.
Os competidores seguem o balão até ele pousar em um show de caridade ao ar livre apresentado pela banda Smash Mouth. A banda e a turma confundem o dinheiro como uma doação, e uma vez que eles vêem o espírito de caridade que eles fizeram, o grupo é persuadido a aceitar doar os 2 milhões de dólares. Sinclair e seus apostadores chegam e Nick os surpreendem dizendo que os empresários irão doar o dobro da quantia que o show de caridade conseguir arrecadar. O filme termina com a banda tocando a música "All Star" enquanto os personagens dançam e pulam em direção à plateia, ao mesmo tempo em que Sinclair se lamenta chorando por todo seu dinheiro perdido para a doação.

## Elenco
Principal
- John Cleese como Donald P. Sinclair, um excêntrico bilionário e apostador, dono do Hotel-Cassino de Las Vegas que idealizou a corrida
- Rowan Atkinson como Enrico Pollini, um turista italiano narcoléptico e desvairado, porém bem intencionado, de Nápoles
- Cuba Gooding Jr. como Owen Templeton, um árbitro de futebol americano considerado "o mais odiado do mundo" após um episódio em partida que causou a revolta de todos os fãs do esporte
- Whoopi Goldberg como Vera Baker, a mãe amorosa e supersticiosa de Merrill Jennings, que a pôs para a adoção e agora busca reaproximar-se dela
- Lanei Chapman como Merrill Jennings, uma empresária neurótica, filha distante de Vera Baker
- Seth Green como Duane Cody, um vigarista que ganha a vida aplicando golpes de seguro
- Vince Vieluf como Blaine Cody, irmão caçula e cúmplice de Duane, que possui fala enrolada devida a ter ele mesmo implantado um piercing na sua língua
- Jon Lovitz como Randy Pear, um turista e pai de família irresponsável, imprudente e oportunista
- Kathy Najimy como Beverly "Bev" Pear, a esposa de Randy
- Breckin Meyer como Nicholas "Nick" Schaffer, um jovem advogado conservador, que inicialmente  desdenha da corrida, mas depois decide disputá-la ao conhecer Tracy
- Amy Smart como Tracy Faucet, uma experiente piloto de helicóptero, que torna-se interesse amoroso de Nick
- Dave Thomas como Sr. Harold Grisham, o assistente "sem personalidade" de Sinclair
- Wayne Knight como Zack Mallozzi, um  transportador de órgãos que carrega um coração para ser transplantado em El Pazo e que oferece uma carona a Enrico

Elenco de apoio
- Brody Smith e Jillian Marie Hubert como Jason e Kimberly Pear, filhos de Randy e Bev
- Paul Rodriguez como Gus, um taxista fã de futebol que abandona Owen no deserto após descobrir sua real identidade
- Dean Cain como Shawn Kent, o namorado infiel de Tracy
- Brandy Ledford como Vicky, uma garota de programa contratada por Grisham para ser usada em uma das estúpidas apostas de Sinclair e seus amigos
- Silas Weir Mitchell como Lloyd, o chaveiro que tenta fugir com a chave dos irmãos Cody
- Tristin Leffler como uma garota com vários percings, que torna-se interesse amoroso de Blaine
- Colleen Camp como a enfermeira do ônibus do hospício que confunde Merrill e Vera com doentes mentais e as levam para o ônibus da clínica mental
- Deborah Theaker como uma das fãs malucas de Lucille Ball
- Charlotte Zucker como uma cosplayer idosa de Lucille Ball
- Rance Howard como porta-voz do Alimente a Terra
- Kathy Bates (não creditada) como uma louca vendedora de esquilos que engana Merrill e Vera
- Gloria Allred como ela mesma
- Smash Mouth como eles mesmos
- Diamond Dallas Page como ele mesmo (cenas deletadas)

## Produção

### Pré-produção
Rat Race foi inicialmente escrito por Darryl Quarles como um esboço de roteiro. Em fevereiro de 1999, o roteiro havia sido vendido para a Hollywood Pictures e para o produtor Jerry Bruckheimer. Em agosto de 1999, Jerry Zucker estava em negociações com a Paramount Pictures para dirigir o filme, com um roteiro escrito por Andy Breckman e que seria ambientado em Las Vegas e no Novo México.
A Paramount esperava começar a produção no final de 1999 ou no início de 2000. Jerry e Janet Zucker produziriam o filme, juntamente com Sean Daniel, enquanto que o parceiro de Daniel da Alphaville Films, James Jacks, atuaria como produtor executivo. Os cineastas inicialmente consideraram que os personagens do filme iriam de Las Vegas de Nevada até Las Vegas do Novo México, mas a ideia foi rejeitada devido a preocupações de que isso pudesse confundir os espectadores.
Em janeiro de 2000, Las Vegas de Nevada foi confirmada como um dos locais de filmagem para Rat Race. Os estudos dos locais de gravação no sul de Nevada foi marcada para maio de 2000, enquanto que as filmagens na área foram adiadas para o outono de 2000, para evitar a filmagem do filme em cem graus de clima. Breckin Meyer e Amy Smart foram escalados para o elenco em junho de 2000, juntamente com Dean Cain. O ator John Cleese elogiou o roteiro como um dos dois únicos roteiros de sua carreira que ele gostava: "É muito incomum obter um roteiro de primeira classe. Duas vezes em minha vida eu tive a experiência de ler um roteiro e simplesmente dizer: 'Somente eu vou fazer isso.'"

### Filmagens
As filmagens começaram na cidade canadense de Calgary, em agosto de 2000, acontecendo principalmente ao longo das rodovias do local, que ficavam como rodovias pelas quais os personagens viajam em Nevada, Arizona e Novo México. As cenas do deserto foram filmadas na cidade canadense de Drumheller. As filmagens de segunda unidade começaram em Las Vegas em 7 de agosto de 2000, com cenas envolvendo principalmente Cuba Gooding Jr.; os locais de filmagens programadas incluíam a Las Vegas Strip, a Tropicana Avenue (a leste da Las Vegas Strip), o Aeroporto Internacional de Las Vegas e a Rodovia Nevada State Route 159. Outras locações utilizadas no estado de Nevada foram Goodsprings e Sandy Valley.
Cenas envolvendo Cuba Gooding Jr. e o grupo de fãs de Lucille Ball foram filmadas nas Montanhas Rochosas Canadianas. Jerry Zucker, que tinha uma "tradição" de incluir sua mãe, Charlotte Zucker, em cada uma de suas produções cinematográficas desde Airplane!, fez com que ela interpretasse o papel de uma das "Lucys" do ônibus. Sobre isso, Jerry Zucker afirmou: "É como a assinatura de Alfred Hitchcock, só que em vez de mim, é a minha mãe". As filmagens também ocorreram na antiga base militar Currie Barracks de Calgary, que foi convertida para acomodar produções de cinema e televisão.
Palcos de som foram construídos dentro de dois hangares de avião para serem usados em muitas cenas internas do filme, incluindo as salas de hotel e a sala de conferências do Venetian Resort. Cenas de condução, usando telas verdes e efeitos de projeção traseira, também foram filmadas dentro desses hangares.
As filmagens retornaram à Las Vegas por um período de nove dias com início em 20 de setembro de 2000, com os primeiros três dias no Aeroporto Internacional de Las Vegas, antes de se mudarem para o resort veneziano na Las Vegas Strip para uma filmagem de seis dias. Os dirigentes do Venetian Resort negociaram com a Paramount por seis meses para usar o local no filme. As gravações ocorreram em todo o Venetian Resort, com exceção de seus quartos de hotel. As cenas do hotel incluíam o cassino, o saguão e a entrada do estacionamento com manobrista, bem como imagens externas do resort. Aproximadamente 1.000 figurantes adicionais foram necessários durante a segunda sessão de fotos em Las Vegas. Em 25 de setembro de 2000, uma segunda rodada de filmagens envolvendo estradas ocorreu ao longo da Rodovia Nevada State Route 161.
As filmagens em Las Vegas foram concluídas em 29 de setembro de 2000, e a produção mudou-se para Ely, Nevada; que ficava em Silver City, Novo México. O Nevada Northern Railway Museum de Ely, em Nevada foi retratado como a estação de trem de Silver City. De acordo com o Nevada Film Office, os cineastas "se apaixonaram" pelo museu depois de verem fotos dele; como resultado, a filmagem inicial de dois dias na cidade foi estendida para seis dias. A entrada oeste de Ely, acessada pela Rodovia US Route 50 foi usada como entrada para Silver City.
Depois de concluir em Ely, as equipes de produção se mudaram para o sul da Califórnia para as últimas seis semanas de filmagem, a qual foram rodadas principalmente cenas externas. As filmagens na Califórnia ocorreram no Vale Antelope, Palmdale, Acton, Santa Clarita e Newhall. Rosamond também foi um local primário, com filmagens ocorrendo durante um período de três semanas em outubro de 2000. As cenas da perseguição envolvendo o helicóptero de Tracy foram filmadas no endereço 3118 Carnation Street, em Rosamond. Ainda foram feitas filmagens adicionais no Big Sky Ranch e no El Mirage Lake, ambos na Califórnia.
Os hábitos egocêntricos de Donald Sinclair e seus apostadores são ainda mais exagerados em cenas deletadas, onde participam em muitas outras apostas ridículas, incluindo jogar Monopoly com dinheiro real. O lutador profissional Diamond Dallas Page e sua então esposa Kimberly Page chegaram a gravar uma participação especial, mas esta cena acabou por ser cortada. A cena está disponível nos bônus do DVD do filme.

## Recepção

### Comercial
Rat Race foi lançado no Canadá e nos Estados Unidos em 17 de agosto de 2001 e arrecadou 11.662.094 dólares em seu fim de semana de estréia nas bilheterias estadunidenses, ficando em 3º lugar atrás de American Pie 2 e Rush Hour 2, e, finalmente, rendendo cerca de 85,5 milhões de dólares no mundo inteiro, contra um orçamento de cerca de 48 milhões de dólares.
O filme foi lançado no Reino Unido em 11 de janeiro de 2002, e estreou em terceiro lugar, atrás de The Lord of the Rings: The Fellowship of the Ring e Harry Potter e a Pedra Filosofal. Nos dois finais de semana seguintes, o filme recuperou o lugar, antes de descer um lugar, depois quatro lugares antes de finalmente chegar à posição 10 em 10 de fevereiro de 2002.

### Crítica
O Metacritic, que usa uma média ponderada, atribuiu ao filme uma pontuação de 52 em 100, baseado em 26 críticos, indicando críticas "mistas ou médias".
No site agregador de críticas Rotten Tomatoes, 44% das  resenhas dos críticos são positivas. O consenso diz que o filme "se move de uma mordaça para outra, mas apenas um punhado delas são genuinamente engraçadas".